# 卡爾亞教堂

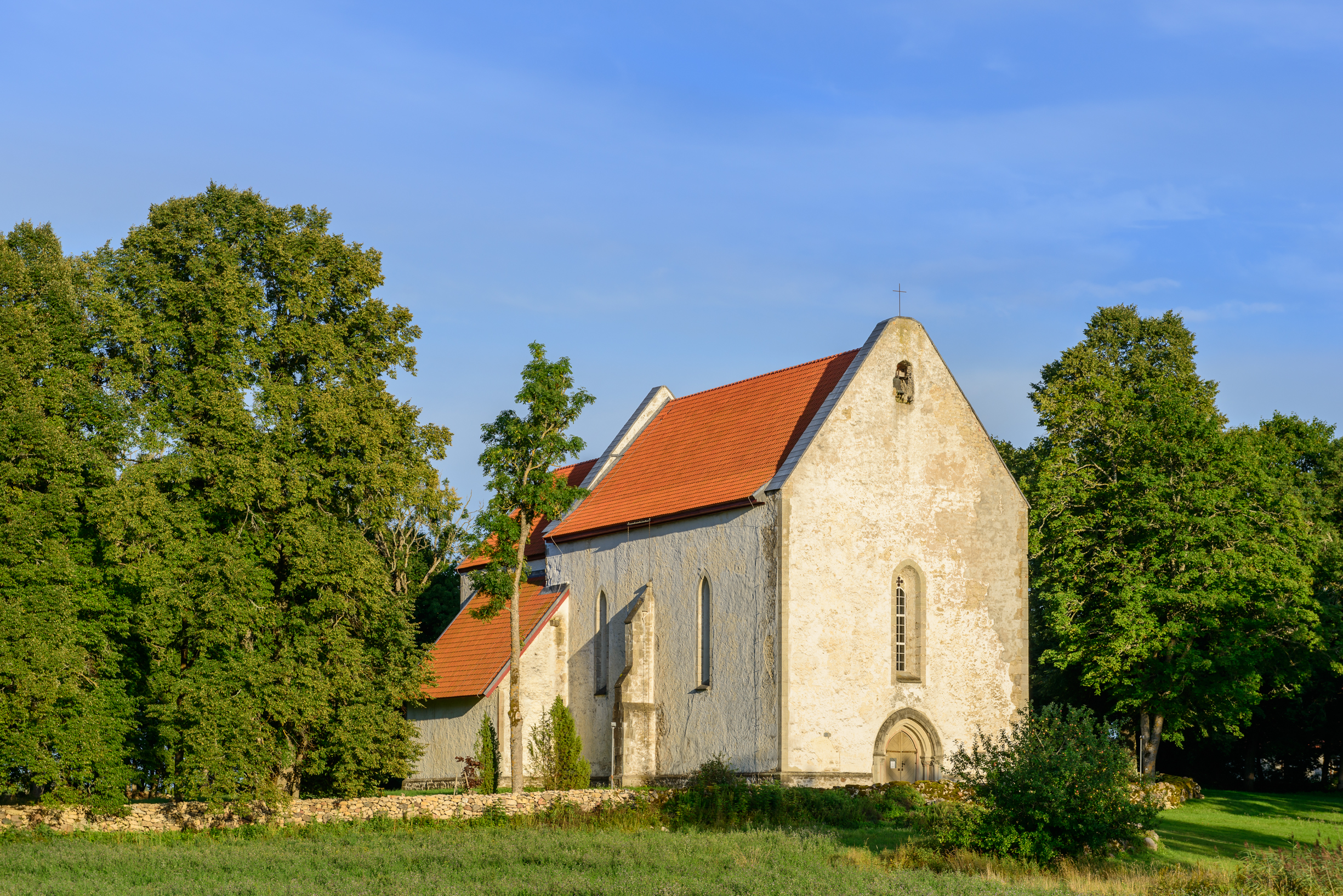
教堂外观

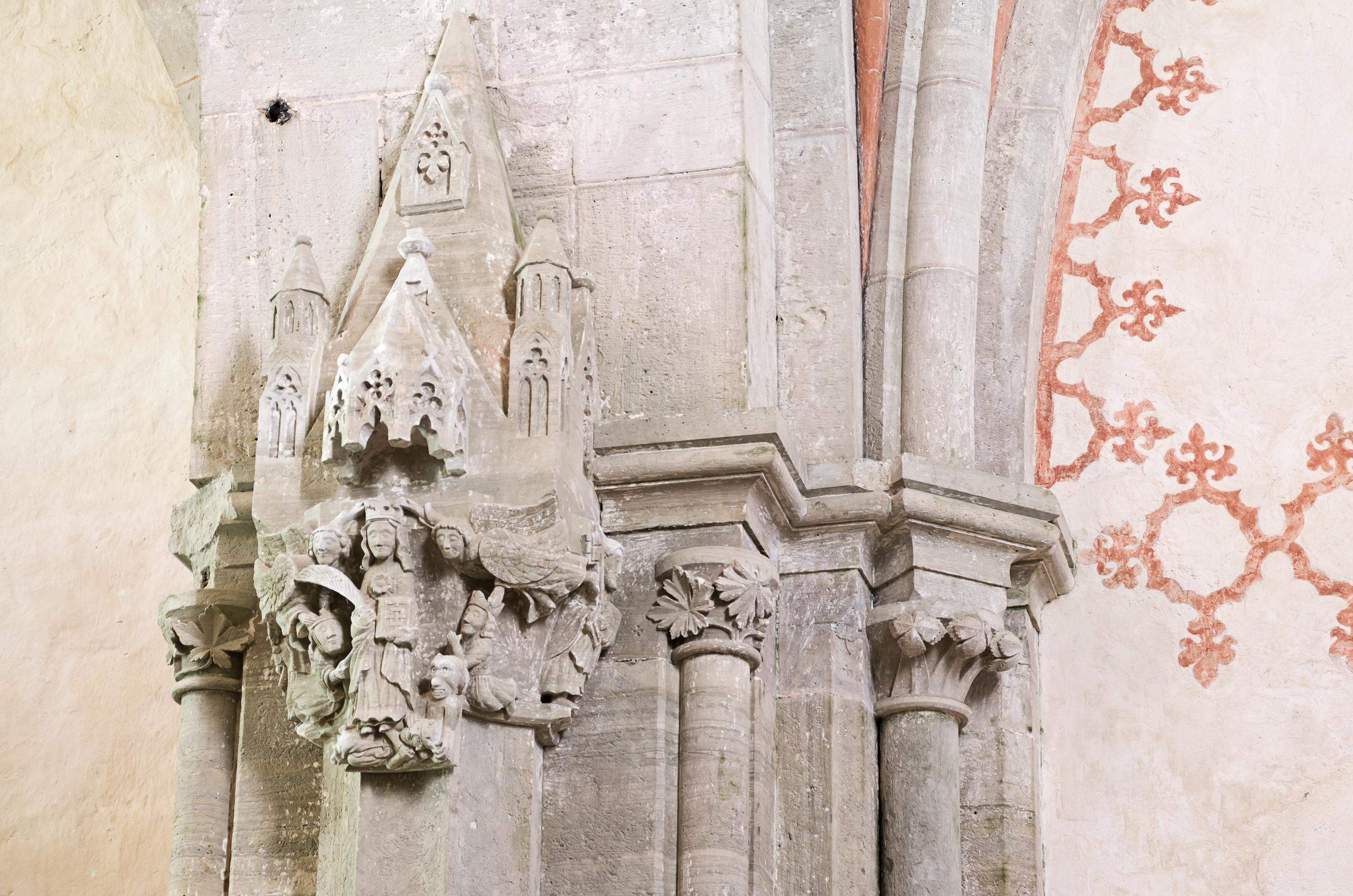
教堂内的石雕装饰

卡爾亞教堂是位於愛沙尼亞西部萨雷马岛上林纳卡村的一個路德宗教堂。它是整个波罗的海国家中有最多中世纪石雕装饰的乡间教堂。教堂始建於13至14世紀時期。